# Année internationale des sols
L' Année internationale des sols 2015 (AIS 2015) a été déclarée par la soixante-huitième session de l'Assemblée générale des Nations Unies le 20 décembre 2013, après avoir reconnu le 5 décembre comme la Journée mondiale des sols,.
L'objectif de l'AIS était de sensibiliser à l'importance des sols pour la sécurité alimentaire, l'agriculture,  ainsi que pour l'atténuation du changement climatique, la réduction de la pauvreté et le développement durable, à l'échelle mondiale.

## Journée mondiale des sols
La Soil Science Society of America (SSSA) et l' American Society of Agronomy (ASA) ont invité le public à continuer de célébrer la Journée mondiale des sols le 5 décembre, chaque année.
L'Organisation des Nations Unies pour l'alimentation et l'agriculture a créé le hashtag #WorldSoilDay et la campagne « Stop à l'érosion des sols, sauvez notre avenir » avec des propositions d'activités pour les étudiants, les agriculteurs, les enseignants, les ONG et les organismes du secteur privé.
Une carte des événements de la Journée mondiale des sols est disponible en ligne, ainsi qu'une liste des campagnes annuelles de la Journée mondiale des sols, une affiche avec les activités de la Journée mondiale des sols de la FAO, du matériel pédagogique et un livre de coloriage téléchargeable pour les enfants.
Le Musée d'Histoire naturelle de l'Université du Michigan a célébré la Journée mondiale des sols de 2019 avec des activités pratiques et une table ronde en compagnie de pédologues et d'agriculteurs locaux.
TreeHugger a commémoré la Journée mondiale des sols de 2019 avec un article de fond expliquant le rôle du sol comme « fondement de... la construction durable, des plantes qui fabriquent les matériaux... pour minimiser notre empreinte carbone en amont ». Lors de cette journée, le public est invité participer à l'évènement en s'efforçant de réduire le gaspillage alimentaire, d'adopter une alimentation diversifiée, de composter, de lire les étiquettes des produits pour pelouse et jardin et d'effectuer des analyses de sol.
En 2023,  l'Université de Strasbourg a accueilli le « Village du Sol », un évènement comprenant des ateliers et des conférences, en lien avec la Journée mondiale des sols.

## Année internationale des sols de 2015
Le Partenariat mondial sur les sols a créé un site Web, un logo et des activités pour l'Année internationale des sols. Des organisations agricoles et environnementales du monde entier ont mis en place des événements locaux pour prendre part à cette année consacrée aux sols.

### Aux États-Unis
Le Département de l’Agriculture des États-Unis a également organisé un événement de lancement. Son Service national de conservation des ressources a, par ailleurs, commémoré l'événement avec des thèmes mensuels liés.
L'université ouverte d'OpenLearn a présenté, pour l'occasion, ses cours sur le sol.
L'Université d'État du Kansas a organisé un événement à Manhattan, au Kansas, pour célébrer l'Année internationale des sols et lancer la 12e Conférence internationale sur les phytotechnologies.
D'autres événements comprenaient des conférences scientifiques le dimanche à la bibliothèque publique de San Francisco et au musée d'État de l'Université du Nebraska, des expositions, des événements pour les enseignants et un défilé de costumes « Microbes Are Us » par des écoliers hawaïens.

### En Inde
Le Vivekananda College a accueilli une exposition VISETORM-VIII. Il s'agit d'une exposition scientifique de deux jours destinée sur les masses rurales pour les écoliers des zones rurales.

### En Éthiopie
La conférence de 2015 de la Société éthiopienne des sciences des sols a choisi pour thème « Année internationale des sols : l'expérience éthiopienne ». Des représentants du Ministère éthiopien de l’Agriculture et des Ressources naturelles, de l’Organisation des Nations Unies pour l’alimentation et l’agriculture ainsi que de la Société éthiopienne des sciences du sol ont célébré la Journée mondiale des sols à la fin de cette conférence.

### En Belgique
Dans le cadre de cette année internationale, plusieurs évènements ont eu lieu en Belgique, notamment en Wallonie. On peut mentionner des colloques comme celui du comice agricole d'Arlon sur la protection et de l'entretien des sols. Le 6 mars, une journée d'étude du projet GISER a abordé la gestion intégrée sol, l'érosion et le ruissellement.
Des ateliers et des évènements à destination du grand public ont également été organisé comme l'inauguration du sentier géopédoécologique de la vallée de l'Orneau, un atelier sur les fonctions agro-écosystémiques des matières organiques du sol à Peyresq et une matinée à la Foire agricole de Libramont dédiée à l'urbanisation des sols,. 
Dans le cadre scientifique et universitaire, il est possible de mentionner la Nuit des chercheurs du 25 septembre, qui a inclus une thématique sur les sols et l'organisation d'une une soirée de réflexion sur le modèle agro-alimentaire et ses répercussions sur les sols par l'Université de Namur et le Festival Nature Namur, le 14 octobre.
Un séminaire international sur l'amélioration de la fertilité des sols, organisé par la Fédération Wallonne de l'Agriculture, s'est déroulé du 24 au 26 novembre. L'année s'est clôturée le 4 décembre à Bruxelles avec la cérémonie officielle de l'Année Internationale des Sols, coïncidant avec un congrès international sur le lancement de la version française de l'Atlas des sols d'Afrique.

### En France
Plusieurs évènements et animations ont également eu lieu sur l'ensemble du territoire français à l'occasion de cette année.
Des universités on notamment pris part à l'évènement. A Metz, l'UFR de Sciences Fondamentales et appliquées de l'Université de Lorraine a accueilli un atelier de pédologie et d'écologie des sols à destination du grand public.
Le Conseil économique, social et environnemental a voté, à l'occasion de cette année des sols, un avis nommé « La bonne gestion des sols agricoles : un enjeu de société ». Il contient des préconisations en réponses aux enjeux sociétaux et environnementaux relatifs aux sols.

### Conclusion de l'évènement
Le site Web de la FAO résume ce qui peut être retenu de l’année comme suit :
- « Un respect retrouvé et profond de nos sols »
- « Une multitude de documents d'information »
- « Amis, partenariats et liens »
- Ainsi qu'une découverte par l'un des organisateurs : la présence dans les sols de la bactérie Mycobacterium vaccae, qui pourrait avoir un impact positif sur la réduction de l'anxiété et les taux de sérotonine.

L’Année internationale des sols 2015 (AIS) a été officiellement clôturée au siège de la FAO le 4 décembre 2015.

## Décennie internationale des sols, 2015-2024
L’Union Internationale des Sciences du Sol a proclamé la période 2015-2024 : Décennie internationale des sols. L'objectif es de continuer les efforts déployés lors de l’Année internationale des sols 2015.